# باول برينرد
باول برينرد (بالإنجليزية: Paul Brainerd)‏ هو مهندس أمريكي، ولد في 1947.